# Prästmans dagbok
Prästmans dagbok (franska: Journal d'un curé de campagne) är en roman från 1936 av den franske författaren Georges Bernanos. Den handlar om en bypräst i norra Frankrike som tampas med magsmärtor och sina bybors brist på tro. Boken gavs ut på svenska 1947 i översättning av Sven Stolpe.
Boken fick Grand Prix du roman de l'Académie française. År 1950 tilldelades den Grand prix des Meilleurs romans du demi-siècle, en utmärkelse för de tolv bästa franskspråkiga romanerna från 1900-talets första hälft enligt Le Figaro. Robert Bresson regisserade en filmatisering med samma titel och premiär 1951.